# Baltamblyolpium
Genre
Baltamblyolpium est un genre fossile de pseudoscorpions de la famille des Garypinidae.

## Distribution
Les espèces de ce genre ont été découvertes dans de l'ambre en Allemagne et en Lituanie. Elles datent de l'Éocène.

## Liste des espèces
- † Baltamblyolpium gizmotum Stanczak, Harvey, Harms, Hammel, Kotthoff & Loria, 2023
- † Baltamblyolpium grabenhorsti Stanczak, Harvey, Harms, Hammel, Kotthoff & Loria, 2023

## Publication originale
- Stanczak, Harvey, Harms, Hammel, Kotthoff & Loria, 2023 : « A new pseudoscorpion genus (Garypinoidea: Garypinidae) from the Eocene supports extinction and range contraction in the European paleobiota. » PeerJ, vol. 11, no e15989, p. 1–27 (texte intégral).